# Последствия (фильм, 2021)
«После́дствия» (англ. The Fallout) — американский драматический фильм 2021 года, написанный и снятый Меган Парк в качестве её полнометражного режиссёрского дебюта. Роль Вады Кавелл, старшеклассницы, которая переживает серьёзную эмоциональную травму после школьной стрельбы, исполнила Дженна Ортега. В фильме также снимались Мэдди Зиглер, Джули Боуэн, Джон Ортис, Найлз Фитч, Уилл Ропп и Шейлин Вудли в ролях второго плана. Музыку к фильму написал американский музыкант и актёр Финнеас О’Коннелл.

## Сюжет
Старшеклассница Вада идет в туалет посреди урока после того, как её младшая сестра Амелия звонит ей из-за своих первых месячных. В школе происходит стрельба, и Вада прячется в кабинке со своими одноклассниками: Мией, танцовщицей, и Куинтоном, чей брат был убит в перестрелке. После происшествия девушку преследуют кошмары. Она сближается с Мией, посещает похороны брата Куинтона, общается с психологом, а также начинает злоупотреблять алкоголем. В течение нескольких недель после инцидента травма Вады приводит к тому, что она впадает в депрессию и изолируется от своей семьи. Она не может заставить себя войти в школьный туалет, где пряталась ранее при стрельбе, в результате чего она мочится в штаны, когда слышит звук раздавливаемой банки с газировкой. Чтобы справиться со стрессом во время нахождения в школе, она принимает экстази, в результате чего её другу Нику приходится помочь добраться девушке до дома. После очередной пьяной ночи Вада и Миа целуются и занимаются сексом, на утро главная героиня сбегает. Вада и Ник спорят о её нездоровых механизмах преодоления, в результате чего они ссорятся, а Вада изливает душу Куинтону, пытаясь поцеловать его после. Куинтон мягко отвергает её, так как пока эмоционально не готов к отношениям. Она ещё больше отдаляется от своей семьи и друзей, включая Мию.
Позже Амелия признается Ваде, что, по её мнению, Вада обиделась на неё за телефонный звонок, который подверг её большей опасности. Вада уверяет сестру, что это не так, и они мирятся. Вада эмоционально воссоединяется с обоими своими родителями и объясняется с Мией, они соглашаются остаться подругами. К следующему сеансу терапии Вада добивается прогресса, признавая свою травму выжившей, и демонстрирует общее улучшение состояния, хотя признает, что дружба с Ником, возможно, безвозвратно утеряна
Вада ждет Мию возле танцевального класса. После, главная героиня получает новостное уведомление об очередной стрельбе в школе в другом штате, и у неё начинается паническая атака.

## В ролях
- Дженна Ортега в роли Вады Кавелл;
- Мэдди Зиглер в роли Миа Рид;
- Найлс Фитч в роли Куинтона Хасленда;
- Уилл Ропп в роли Ника Файнштейна;
- Люми Поллак в роли Амелии Кавелл;
- Джон Ортис в роли Карлоса Кавелла;
- Джули Боуэн в роли Патрисии Кавелл;
- Шейлин Вудли в роли Анны;
- Кристин Хорн в роли миссис Виктор;
- Остин Заджур в роли Дэна Бонавура;
- Йиндра Зайас в роли Меган.

## Производство
В феврале 2020 года было объявлено, что Дженна Ортега присоединится к актёрскому составу фильма, а Меган Парк станет режиссёром. В апреле 2020 года к актёрскому составу фильма присоединилась Мэдди Зиглер, а в мае этого же года присоединился Уилл Ропп. В августе 2020 года к актёрскому составу также присоединились Найлз Фитч, Шейлин Вудли, Джули Боуэн и Джон Ортис.
Съемки должны были начаться в марте 2020 года, но были отложены из-за пандемии COVID-19. Основные съёмки начались в Лос-Анджелесе в августе 2020 года и завершились 11 сентября того же года. В феврале 2021 года было объявлено, что Финнеас О’Коннелл напишет музыку к фильму, что станет его дебютом в качестве композитора. WaterTower Music выпустила саундтрек.

## Премьера и восприятие
В декабре 2020 года Universal Pictures приобрела права на международное распространение фильма. Мировая премьера состоялась 17 марта 2021 года на South by Southwest. В июле 2021 года HBO Max приобрела права на распространение фильма, а Warner Bros. Pictures распространяет его на территориях, где HBO Max недоступен. На HBO Max фильм вышел 27 января 2022 года.
По сообщениям TV Time, в первую неделю проката фильм был самым популярным оригинальным фильмом в потоковом вещании США.

## Оценки
На Rotten Tomatoes фильм имеет рейтинг одобрения 93 % на основе 68 обзоров со средней оценкой 7,90/10. Согласно консенсусу критиков веб-сайта, «Последствия, чуткий и хорошо сыгранный фильм, который использует последствия травмы, чтобы справиться с горем». На Metacritic фильм получил средневзвешенную оценку 84 из 100 на основе 12 критиков, что указывает на «всеобщее признание». Кейт Эрбланд из IndieWire дала фильму оценку B+ и сказала, что фильм затрагивает «реальные эмоциональные ставки в блеске социальных сетей, раскрывая в процессе что-то мощное». Аманда Синк из The Hollywood Outsider назвала фильм «замечательным, в нём исследуются последствия трагедии для наших детей и то, как человеческая условная реакция не является универсальной».

## Номинации
| Награда                                        | Дата проведения | Категория                                            | Получатель    | Результат | Примечания |
| ---------------------------------------------- | --------------- | ---------------------------------------------------- | ------------- | --------- | ---------- |
| South by Southwest                             | 19 марта 2021   | Приз Большого жюри конкурса рассказов                | Последствия   | Победа    | [ 19 ]     |
| South by Southwest                             | 19 марта 2021   | Премия Brightcove Illumination                       | Меган Парк    | Победа    | [ 19 ]     |
| South by Southwest                             | 23 марта 2021   | Приз зрительских симпатий                            | Последствия   | Победа    | [ 20 ]     |
| Hollywood Critics Association Midseason Awards | 1 июля 2022     | Лучшая женская роль                                  | Дженна Ортега | Номинация | [ 21 ]     |
| Hollywood Critics Association TV Awards        | 14 августа 2022 | Лучший стриминговый фильм                            | Последствия   | Номинация | [ 22 ]     |
| Austin Film Critics Association                | 10 января 2023  | Премия прорывного художника                          | Дженна Ортега | Победа    | [ 23 ]     |
| GLAAD Media Awards                             | 30 марта 2023   | Выдающийся фильм - потоковое вещание или телевидение | Последствия   | Номинация | [ 24 ]     |